# Autoroute Yaoundé - Douala
L'autoroute Yaoundé - Douala  est une autoroute camerounaise, longue de 196 km, qui relie la capitale Yaoundé à la plus grande ville du pays Douala en passant par Edéa. Le premier tronçon de 60 km reliant Yaoundé à Bibodi, a été ouvert à la circulation le 31 décembre 2021, permettant de réduire la durée de trajet entre les deux principales villes camerounaises de 4 heures actuellement à seulement 2 heures 15 minutes. À terme, cette durée sera ramenée à 2 heures 15 minutes après l'achèvement du tronçon entre Bibodi et Douala.
Cette autoroute fait partie intégrante de la route transafricaine 8 (Lagos-Mombasa).

## Phases du projet
| Vidéo externe | |
|               | https://www.youtube.com/watch?v=GjuSyAFjYK8 Autoroute Yaoundé-Douala : Poursuite des travaux de construction de la Phase 1 4 janv. 2021 The Ways of Africa Yaounde-Douala Motorway : Continuation of construction work on Phase 1. |

Les travaux de l'autoroute ont débuté au premier trimestre de 2013. En 2023, elle est toujours en cours de construction.
L'exécution du projet de construction de l'autoroute Yaoundé-Douala se fait en deux phases :
- La phase 1 concerne la section Yaoundé-Bibodi sur un linéaire de 60 km avec 25 km de voies de raccordement à la RN 3 a été ouverte à la circulation le 31 décembre 2021[2],[5].
- La phase 2 couvre l'itinéraire Bibodi-Douala sur une longueur de 136 km. les études de faisabilité ont été livrées en février 2017[6].

### Liste des tronçons de la phase I
- Yaoundé - Lobo : 20 km
- Lobo - Bibodi : 40 km

### Liste des tronçons de la phase II
Le tracé des travaux du projet de l'autoroute Yaoundé-Douala (phase II) comprend cinq tronçons et coutera 880 milliards de FCFA : 
- Bibodi – Bodmon : 39,5 km,
- Bodmon – Edéa Est (Song Dong) : 34 km,
- Edéa Est (Song Dong) – Edéa Ouest (Logbadjeck) : 30 km,
- Edéa Ouest (Logbadjeck)– Pitti gare : 18 km et
- Pitti gare – Massoumbou : 19,5 km

À terme, le projet vise la construction d’une infrastructure de type 2x2 voies extensibles à 2x3 voies sur une plateforme d'une largeur de 33,5 mètres avec des bandes d'arrêt d'urgence de 3 mètres chacune.
L'ouvrage est réalisé par la China First Highway Engineering Company (CFHEC), filiale du conglomérat China Communications Construction Company (CCCC). Il est financé à 85% par China Eximbank.

## Impacts socio-économiques
Une fois achevée, cette autoroute permettra de réduire la durée de trajet entre les deux principales villes camerounaises de 4 heures actuellement à seulement 2 heures 15 minutes. Elle va notamment contribuer au renforcement des liaisons internationales Douala-Bangui et Douala-Ndjamena, tout en assurant la jonction  avec la future autoroute qui relie Douala au pôle de développement qui émerge à Kribi.